# Leho
Lehoは、アメリカのウクレレブランド。

## 概要
初心者から、上級者まで幅広く使用できることが、ウクレレユーザーに評価されている。
「LEHO」とは、ハワイの貝殻を意味し、ウクレレ本体には貝殻のロゴマークが記されている。

## 特徴
モデルの多くは、マホガニー材を使用しており、コストパフォーマンスに優れている点が特徴的である。ウクレレユーザーからはKALAのモデルと比較されることが多く、安価で導入用としては類似する点も多い。同一の価格帯で品質の高いモデルを複数用意してる点が、他のブランドとの違いとして挙げられる。

## 種類
lehoの最も流通しているウクレレは、下の種類である。これらは、全てマホガニー材
を使用している。
- LHS-MM ソプラノサイズのウクレレ
- LHC-MM-CE コンサートサイズのウクレレ
- LHT-MM テナーサイズのウクレレ。